# Marie Laurencin
Marie Laurencin (n. 31 octombrie 1883, Paris, Franța – d. 8 iunie 1956, Paris, Franța) a fost artistă vizuală franceză, excelând în pictură și sculptură.

## Biografie

### Stil personal,Salonul Independenților
În 1907, Marie are o expoziție pentru prima oară la „Salonul Independenților”. Este același an în care Picasso îi făcea cunoștință cu Guillaume Apollinaire. Din această întâlnire ia naștere o legătură atât de pasionată, pe cât de tumultuoasă, ce durează până în 1912.
Stilul său se caracterizează prin culori fluide și suave, o simplificare încrezătoare a compoziției, o predilecție pentru anumite forme feminine, alungite și grațioase, ce îi vor permite să ocupe un loc privilegiat în inima Parisului monden al anilor 1920.
În 1914, se căsătorește cu baronul Otto von Wätjen, pe care îl întâlnise un an mai devreme. Cuplul se refugiază în Spania, după declarația de război, întâi la Madrid apoi la Barcelona. Se asociază cu artiștii Sonia și Robert Delaunay datorită unei întâlniri organizată de Francis Picabia, pentru care ea va compune poezii pentru revista Dada 291 în 1917. Se întoarce la Paris în 1920.

### Portretistă de personalități
Menține legături profunde și benefice cu nenumărați scriitori, pe care îi ilustrează în lucrările ei, Gide, Max Jacob, Saint-John Perse, Marcel Jouhandeau, Jean Paulhan, Lewis Carroll și mulți alții.
Devenită portretistă oficial în mijlocul mondenului feminin (Nicole Groult, Coco Chanel) al anilor 1920, Marie Laurencin se evidențiază, de asemenea, ca decoratoare a baletului Les Biche, al celebrei trupe de balet Ballet Russes a impresarului Serghei Diaghilev, pe o muzică de Francis Poulenc (1924), apoi pentru Opera-Comique, Comédie Française și pentru Ballets de Roland Petit în cadrul Teatrului Champs-Élysées.

## Galerie de imagini

Lucări selectate
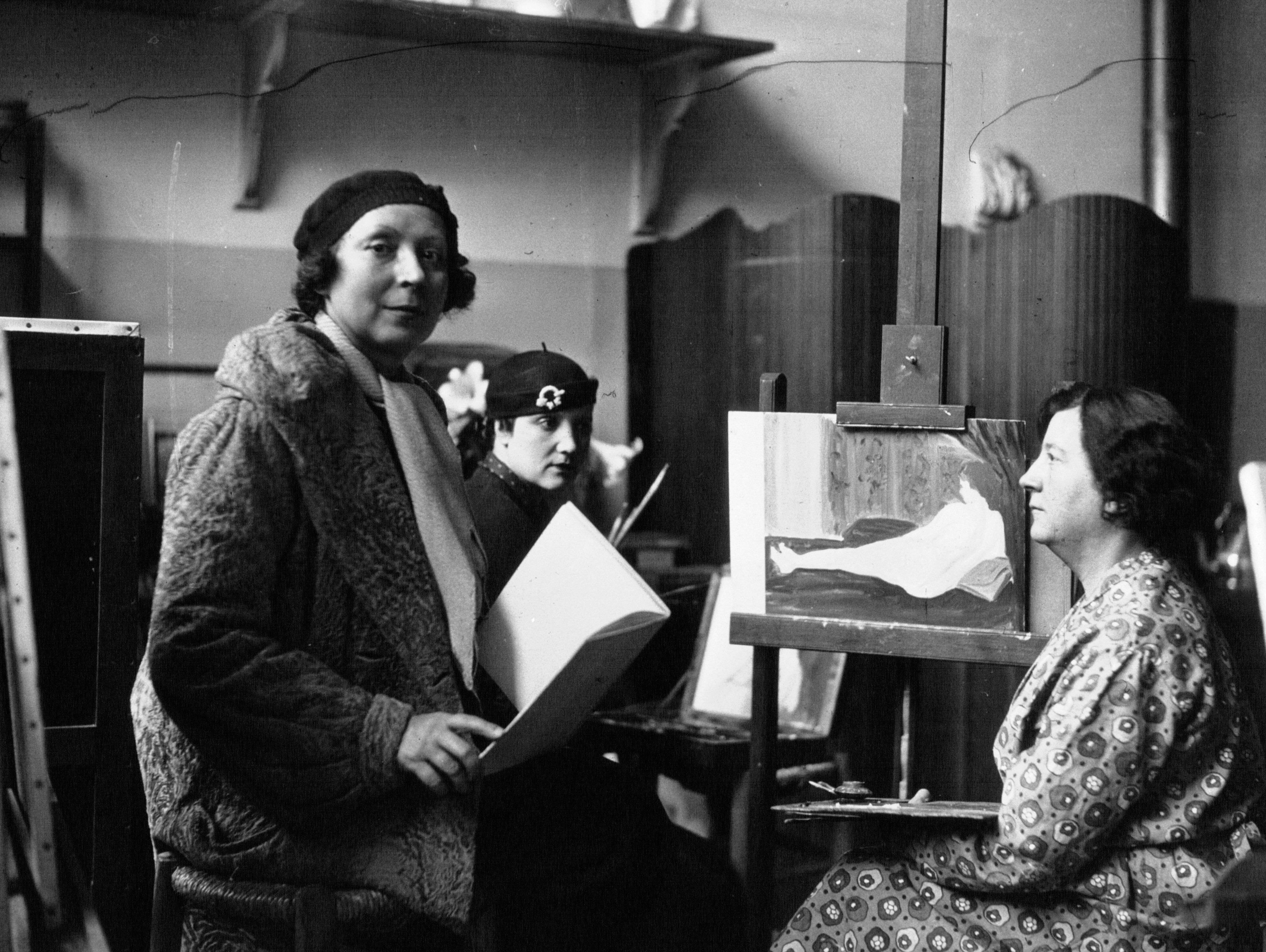
Artista vizuală Marie Laurencin în atelierul ei, cu două femei, în 1932
- Afișul pentru Exposition internationale d’art moderne — Expoziția internațională de artă modernă – Geneva – (26 decembrie 1920 - 25 ianuarie 1921)
Artista plastică a participat (și) la această expoziție
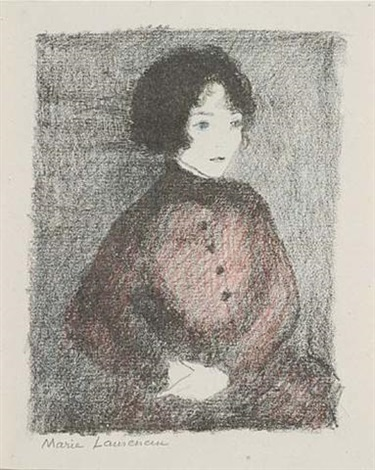
Marie Laurencin – Portrait de Madame Georges-Emmanuel Lang (1922)
Marie Laurencin – Afiș teatral (operatic) pentru spectacolul Bal des Petits lits blancs – Balul miclor paturi albe (1931)
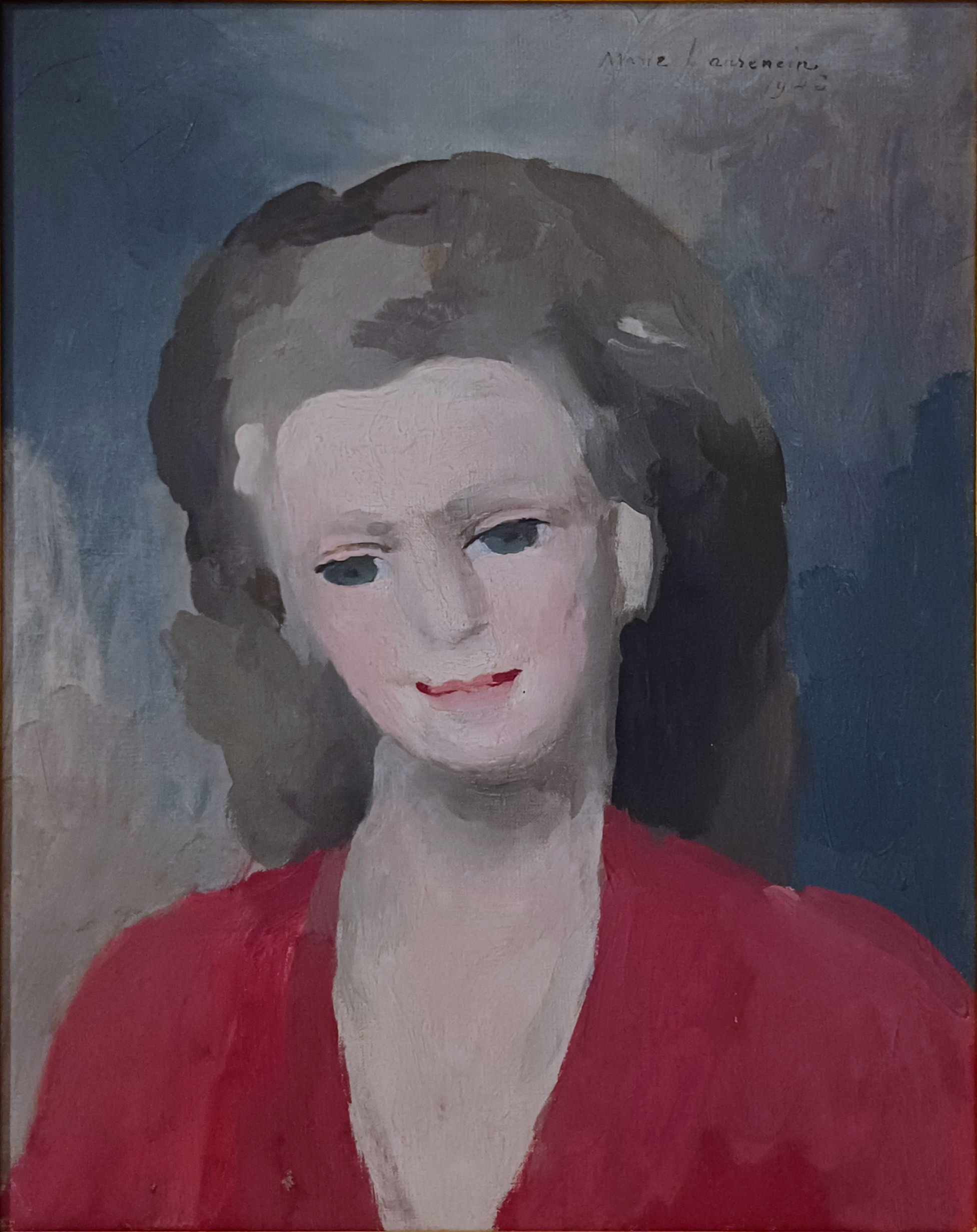
Portretul doamnei Jeanne Charrier (1948) de Marie Laurencin — Museo Soumaya din Mexic
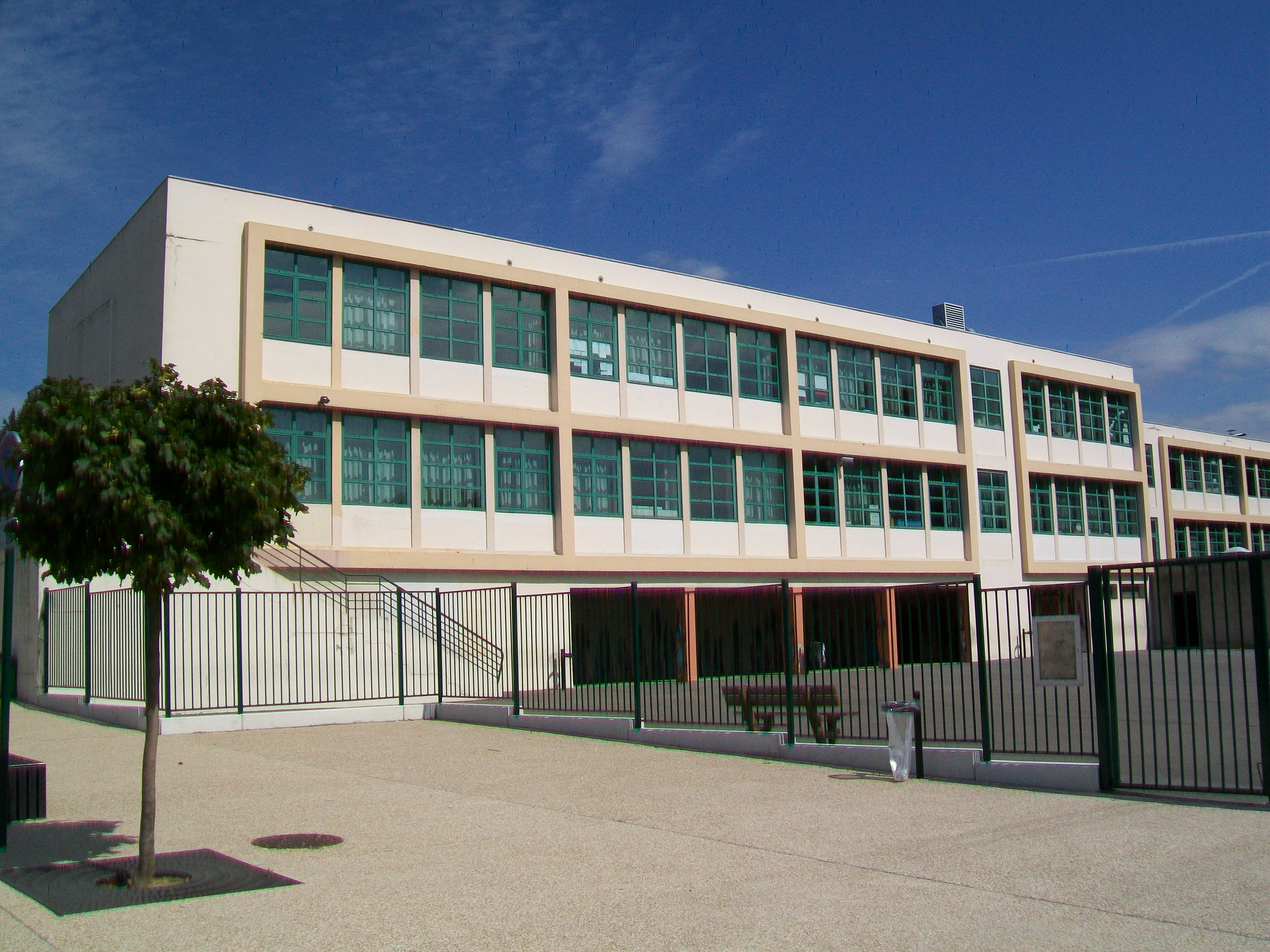
Școala elementară Adrien Théry și Marie Laurencin
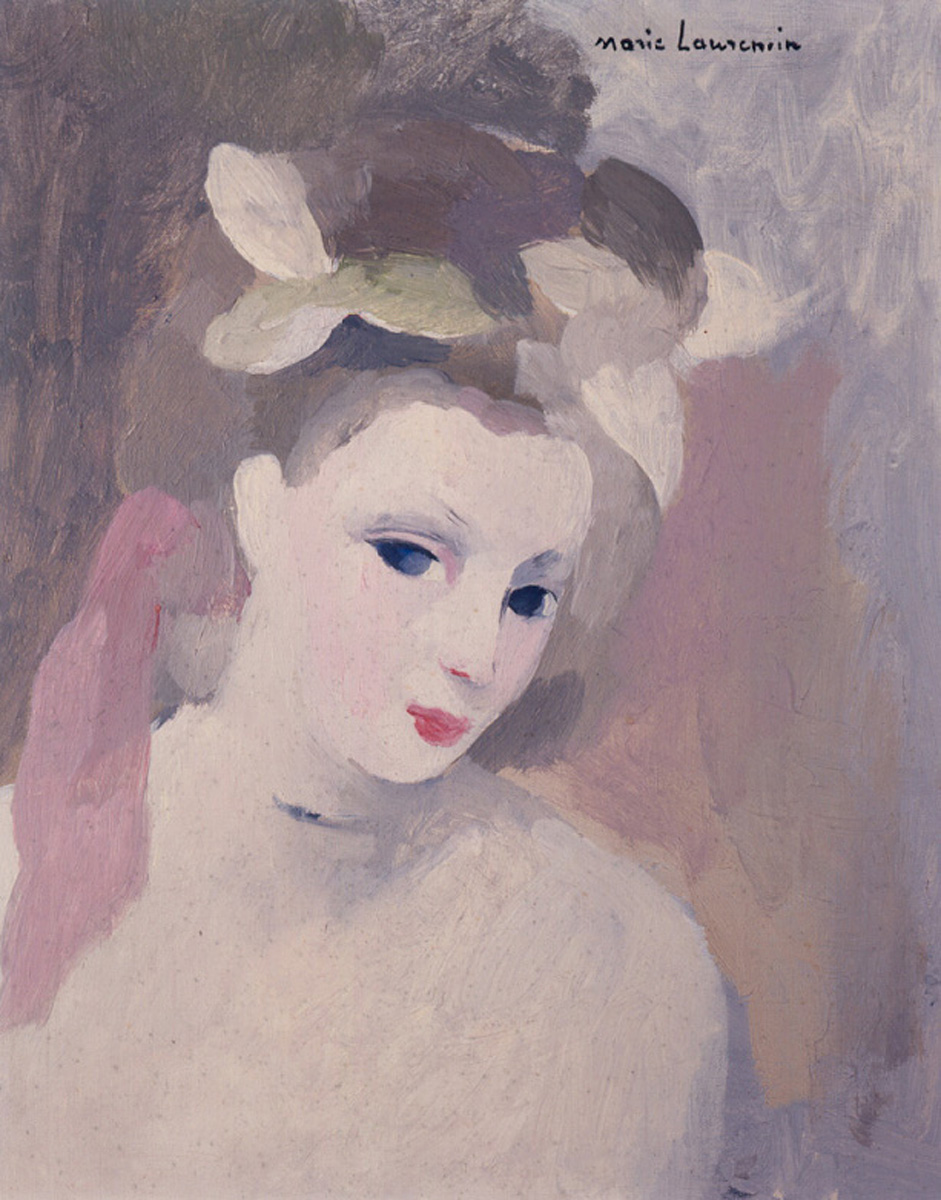
Marie Laurencin – Portret de femeie – Pictura se găsește la Casa Museu Eva Klabin